# Dolichomitus iridipennis
Dolichomitus iridipennis là một loài tò vò trong họ Ichneumonidae.